# Erzwungene Schwangerschaft
Unter einer erzwungenen Schwangerschaft versteht man eine solche Schwangerschaft, die der Mutter aufgezwungen wurde, etwa im Rahmen von Sklaverei, einer Zwangsheirat oder eines Genozids. Erzwungene Schwangerschaften können im Völkerstrafrecht als Kriegsverbrechen, Verbrechen gegen die Menschlichkeit oder Völkermord strafbar sein.

## Sklaverei
Die so genannte „Sklavenzucht“ gehörte zu den Praktiken der Sklavenhalter. Sklavinnen wurden Schwangerschaften durch Vergewaltigung aufgezwungen, um deren Kinder gewinnbringend verkaufen oder zur Arbeit einsetzen zu können. Den Sklaven wurden dabei Personenrechte abgesprochen und sie galten als Sache und Besitz des Sklavenhalters.

### Vereinigte Staaten
Die Ex-Sklavin Maggie Stenhouse berichtete über ihre Erfahrungen in den USA: 
„Während der Zeit der Sklaverei gab es ‚Zuchtmänner‘. Diese wurden gewogen und auf ihre Kraft getestet. Ein Sklavenhalter konnte einen Zuchtmann mieten und ihn mit der jungen Frau, von der er Kinder wünschte, in einen Raum sperren [und sie zum Geschlechtsverkehr zwingen].“

## Genozid
Erzwungene Schwangerschaften werden auch als eine Waffe des Genozids eingesetzt. Erzwungene Schwangerschaften in Konfliktzonen sind Folge von rechtsgerichteten Ideologien, die die Ausrottung der Feindgruppe aufgrund ihrer angeblich naturgegebenen bzw. genetisch determinierten Minderwertigkeit propagiert. Vergewaltigungen werden als Mittel propagiert, weiblichen Angehörigen der Feindgruppe Nachwuchs der eigenen Gruppe aufzuzwingen. Über Fälle erzwungener Schwangerschaft wurde zum Beispiel im Rahmen des Völkermordes in Burundi, der Massaker von Sabra und Schatila im Libanon und des Völkermordes in Ruanda berichtet.

### Demokratische Republik Kongo
Es wird berichtet, dass es im Rahmen des Bürgerkrieges in der  Demokratischen Republik Kongo zu circa 400.000 Vergewaltigungen, welche oft in einer Schwangerschaft endeten, kam.
Siehe hierzu auch: Massenvergewaltigung in Luvungi (2010)

### Ruanda
In den späteren Stadien der Hutu-Power-Bewegung wurden die Tutsi als minderwertige Menschen angesehen. Ehen zwischen Hutu und Tutsi wurden abgelehnt, Vergewaltigungen von Tutsi-Frauen jedoch propagiert. Befragungen zeigten, dass die Mehrheit der über zwölfjährigen weiblichen Überlebenden des Völkermordes in Ruanda vergewaltigt worden war.